# Ларионова, Галина Васильевна
Галина Васильевна Ларионова (род. 18 марта 1935, Канашский район, Горьковский край) — передовик производства, депутат Совета Национальностей Верховного Совета СССР 11 созыва (1984—1989) от Чувашской АССР.

## Биография
Родилась 18 марта 1935 года в деревне Маяк Канашского района Чувашии. Окончила Республиканскую школу подготовки руководителей и специалистов сельского хозяйства (1958). Работала агрономом (1959-82), бригадиром 1-й полевод. бригады (1982-90) колхоза «Канаш» Канашского района.
Депутат Верховного Совета Чувашской АССР 7 созыва (1967—1971).

## Награды
- Орден Трудового Красного Знамени
- Орден «Знак Почёта»
- Заслуженный работник сельского хозяйства РСФСР (1985)
- Заслуженный агроном Чувашской АССР (1980)
- медали